# Abbaye Notre-Dame de Soissons
Pour les articles homonymes, voir Abbaye Notre-Dame.
L'abbaye Notre-Dame est une abbaye de moniales bénédictines. Cet édifice catholique du VIIe siècle se situe à Soissons dans le département de l'Aisne. L'église est classée Monument historique (France) en 1913.

## Histoire
Cette abbaye fut fondée entre 658 et 666 par Ébroïn, maire du palais des rois mérovingiens. Il y plaça Ætheria, une religieuse venue de l'abbaye de Jouarre, abbaye fondée par Colomban de Luxeuil. Cette abbaye féminine reçoit sa règle de Draussin, évêque de Soissons vers 660. Les Carolingiens en firent une abbaye royale, Rotrude s'y serait retirée. Les biens de l'abbaye furent amputés par les comtes de Vermandois au milieu du Xe siècle et l'abbaye ne retrouve ses biens qu'en 993 par une charte d'Hugues Capet. Thomas de Canterbury y séjourna plusieurs nuits en 1165. En 1184, l'abbaye fit venir l'eau courante par des canaux couverts qui traversaient Soissons par un accord de Raoul le Pieux, comte de Soissons. L'abbesse Catherine de Bourbon fit édifier le réfectoire, une infirmerie avec une salle voûtée en dessous et une grande partie des cloîtres. Sous l'abbesse Henriette d'Elbeuf, l'emprise de l'abbaye sur la ville était de quatre arpents.

### Hôpital
Le premier hôpital qui soit mentionné date de Charles II, dit le Chauve et jouxte la porte du monastère. Un second est mentionné à côté de l'église Saint-Pierre.
Le dernier et le plus important a été commencé en 1230, proche de la rivière. Il est desservi par des sœurs et frères convers sous la tutelle de l'abbesse. En 1224, l'évêque Jacques de Bazoches règle le nombre des servants à vingt personnes. Le pape Sixte V ordonne que les messes y soient dites par un prêtre pour éviter la sortie des moniales de la closture.

### Églises
L'abbaye a connu jusqu'à quatre églises : celle de Notre-Dame pour les religieuses, celle de Pierre pour les moines et celle de sainte Geneviève pour les malades et pèlerins et enfin la Sainte Croix pour les offices funèbres. Elle est rénovée entre le XIIe et le XIVe siècle, puis entre le XVIe siècle et la Révolution.

### Tombeaux
Il y avait de nombreux tombeaux qui disparurent, pour partie lors du remaniement du monastère en 1151, les gisants d'abbesses se retrouvant dans les murs de l'église ou d'autre bâtiments comme pierres de réemploi.
Le tombeau de Drausin, enterré dans la première église, puis transféré dans l'abside de la nouvelle avant d'être transféré dans une chapelle de l'église qui lui fut consacrée ; il était soutenu par deux piliers de marbre noir. Il y avait celui de saint Voüé ou Voalde, sarcophage très proche de celui de Drausin, ainsi que saint Leudard, tous trois dans cette chapelle.
Sous l'aigle du chœur, celui de Beatrix de Martinmont, Marguerite de Cambronne dans le chœur.
Élisabeth de Chastillon dans le latéral droit proche de la chapelle Saint-Georges.
Marguerite de Coucy dans la nef avec Élisabeth de Chastillon.
Dans une niche à l'extérieur du chœur se trouve celui de Catherine de Bourbon et de sa sœur Marie, de marbre blanc et noir avec leurs figures au naturel. De même facture et à côté le mausolée de Louis de Lorraine-Aumale « A l'honneur de Dieu, & la memoire de tres-haute & tres-illustre Princesse Madame Louyse de Lorraine Abbesse de cette Abbaye. »
Les cœurs de feu du comte et de la comtesse d'Harcourt sont dans une petite arcade.
Du côté gauche de la nef, fille de Jacques, bâtard de Bourbon, sur sa tombe l'écusson de son père et celui de Jumelles.
Le cœur de madame Marguerite-Philippe du Cambout.
Le seigneur Renald de Barbançon dont la sœur était entrée au couvent.
Dissoute par la Révolution française, l'abbaye tombe progressivement en ruine.

## Liste d'abbesses
D'après dom Michel Germain.
- Eterie
- ? - 11 octobre 720 : Hildegarde.
- morte le 11 février 740 : Eremburge.
- morte en 760 : Ermentrude.
- morte en 780 : Asceline ou Helceline.
- morte en 810 : Gisèle[Note 6].
- Theodrade[Note 7].
- 846-vers 860 : Imma[Note 8].
- morte le 25 février 865 : Rotrude.
- morte le 12 juin vers 880 : Richilde[Note 9].
- morte le 22 mars 925 : Rotilde.
- morte le 4 octobre vers 940 : Milesinde.
- morte le 31 janvier vers 950 : Hersende.
- morte le 15 avril 970 : Cunegonde.
- morte le 5 mai 884 : Gerberge de Saxe, abbesse en 959[3].
- morte en 1010 : Eremburge II.
- morte en 1060 : Ermengarde.
- morte le 14 avril 1094 : Ogive.
- morte le 5 septembre 1116 : Adelhais ou Eleide.
- morte le 21 décembre 1143 : Mathilde de la Ferté sous Jouare[Note 10].
- morte le 17 octobre 1162 : Mathilde de Toulouze[Note 11].
- morte le 4 mars 1178 : Marsilie.
- morte le 26 août 1186 : Julienne.
- morte le 1er octobre 1189 : Marguerite.
- 1189-31 janvier 1216 : Helvide ou Avoye de Cherisy[Note 12].
- 1216-24 mars 1236 : Beatrix de Cherisy[Note 13].
- 1236-28 juillet 1256 : Agnès de Cherisy.
- 1257-1273[Note 14] : Odeline de Trachy.
- 1274-11 septembre 1282 : Ade de Bazoches[Note 15].
- 1283 : Cécile de Péronne.
- 1283-27 septembre 1296 : Beatrix de Martinmont.
- 1296-1er novembre 1309 : Marguerite de Canmenchon[4].
- 1309-27 juin 1327 : Émeline de Conty.
- 1328[Note 16] † 2 avril 1363 : Élisabeth de Châtillon, elle faisait bâtir un collatéral à l'église avec une chapelle à saint Georges, elle eut l'autorisation royale de ceinturer l'abbaye de murs et d'y adjoindre des tours.
- 1366 ?-14 mars 1392 : Marguerite II de Coucy.
- morte en 1429 : Élisabeth II de Châtillon.
- Élisabeth III Descronnes.
- Marguerite III de Camberonne.
- 1473-1494 : Marguerite IV du Luxembourg[Note 17].
- morte en 1510 : Denise Simon.
- morte vers 1523 : Catherine du Hem , en 1518 elle fit, pour la communauté l'acquisition de la vicomté de BIlly.
- 1523-1553 : Françoise de Manteaux († le 23 novembre 1560).
- 1539-1595 : Catherine II de Bourbon, de 1539 à 1553 abbesse commendataire, s'opposait aux calvinistes qui avaient envahi Soissons en 1567.
- morte le 24 août 1643 : Louise de Lorraine-Aumalle[Note 18], elle fit changer l'habit blanc des sœurs en noir.
- 1643-24 janvier 1669 : Henriette de Lorraine-Elbeuf[Note 19], coadjutrice à partir de 1610.
- Armande Henriette de Lorraine-Harcourt.
- Mme de La Rochefoucauld-Bayers.

## Galerie

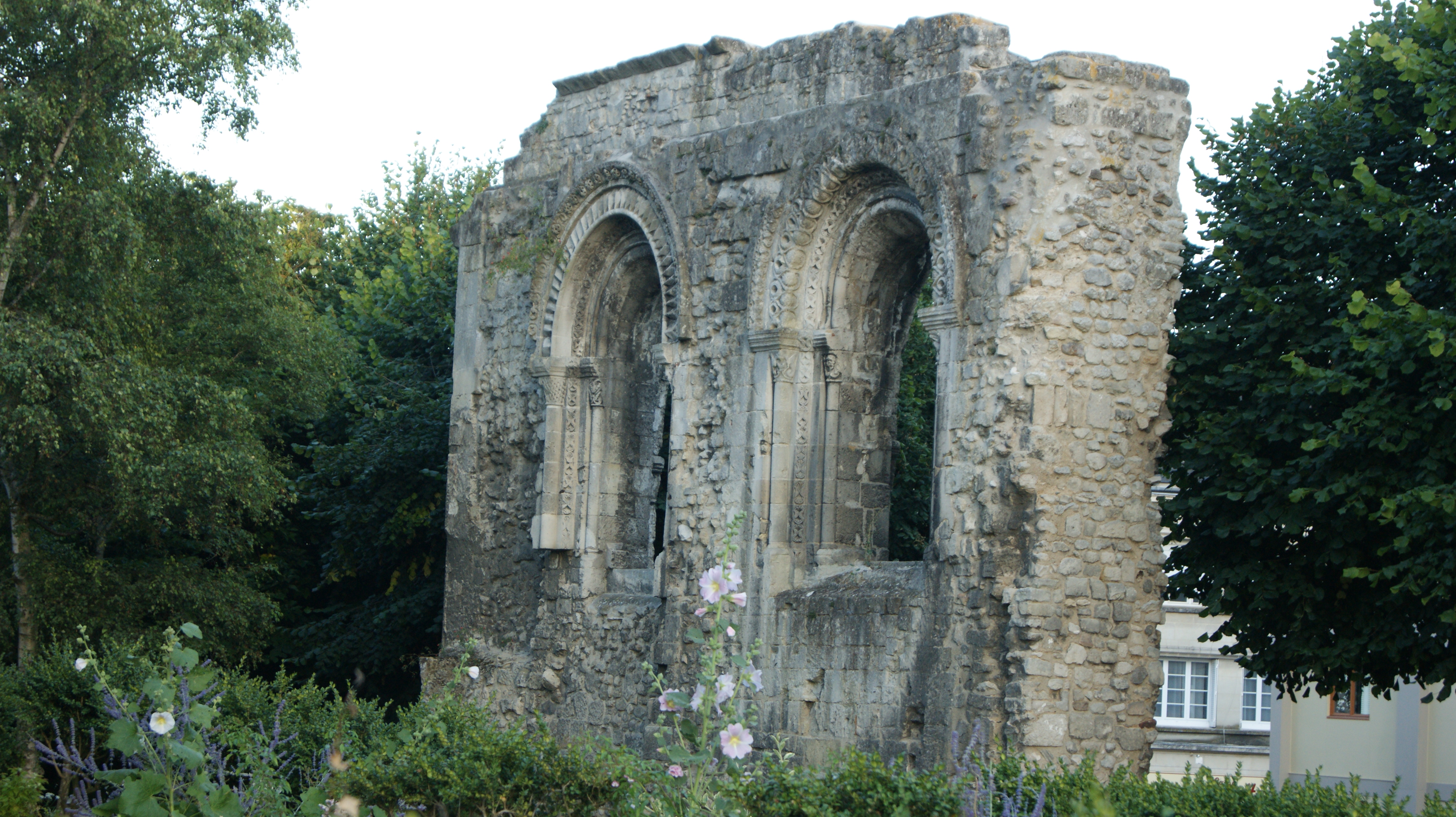
Ruines de l'abbaye Notre-Dame de Soissons.
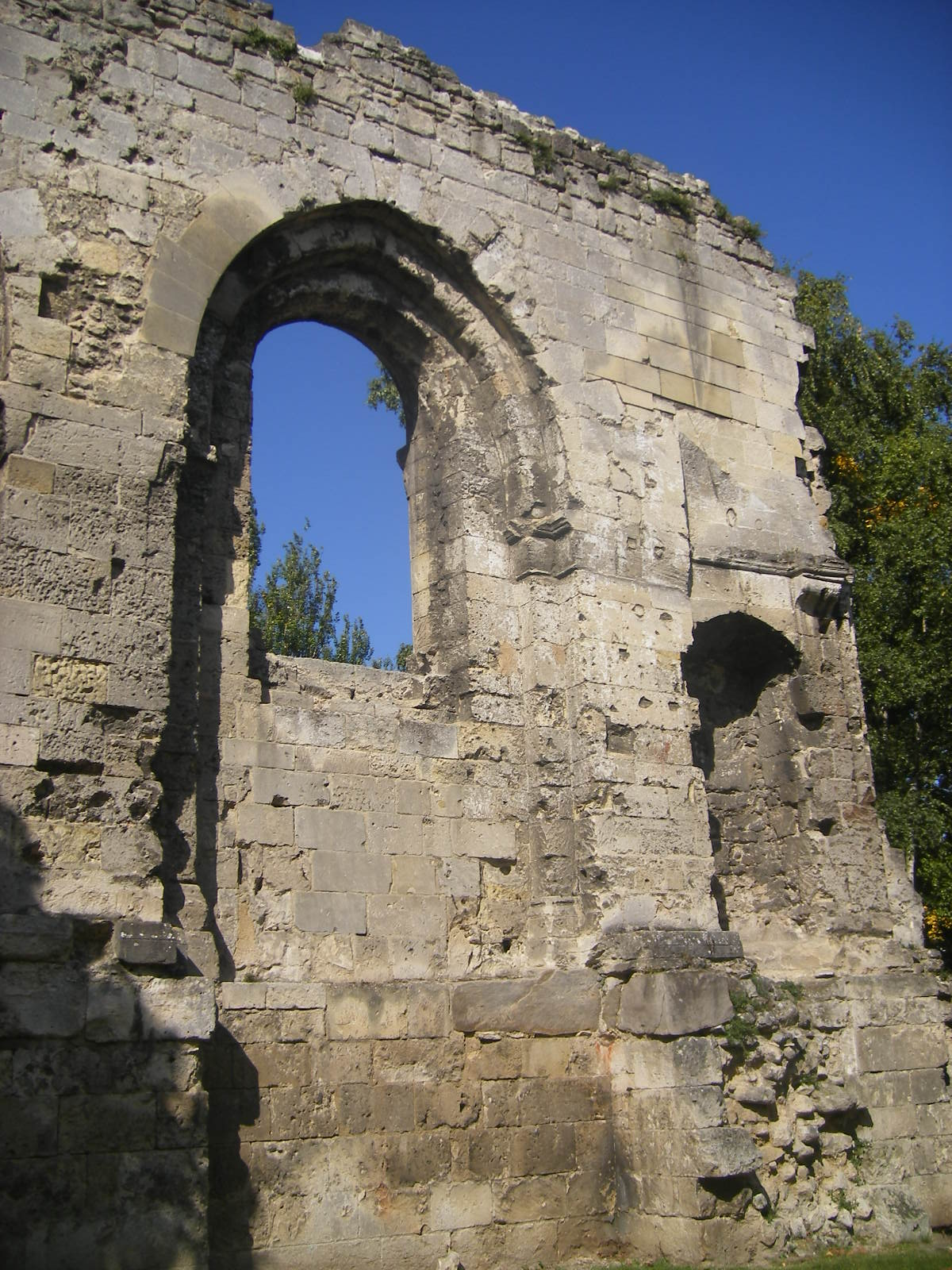
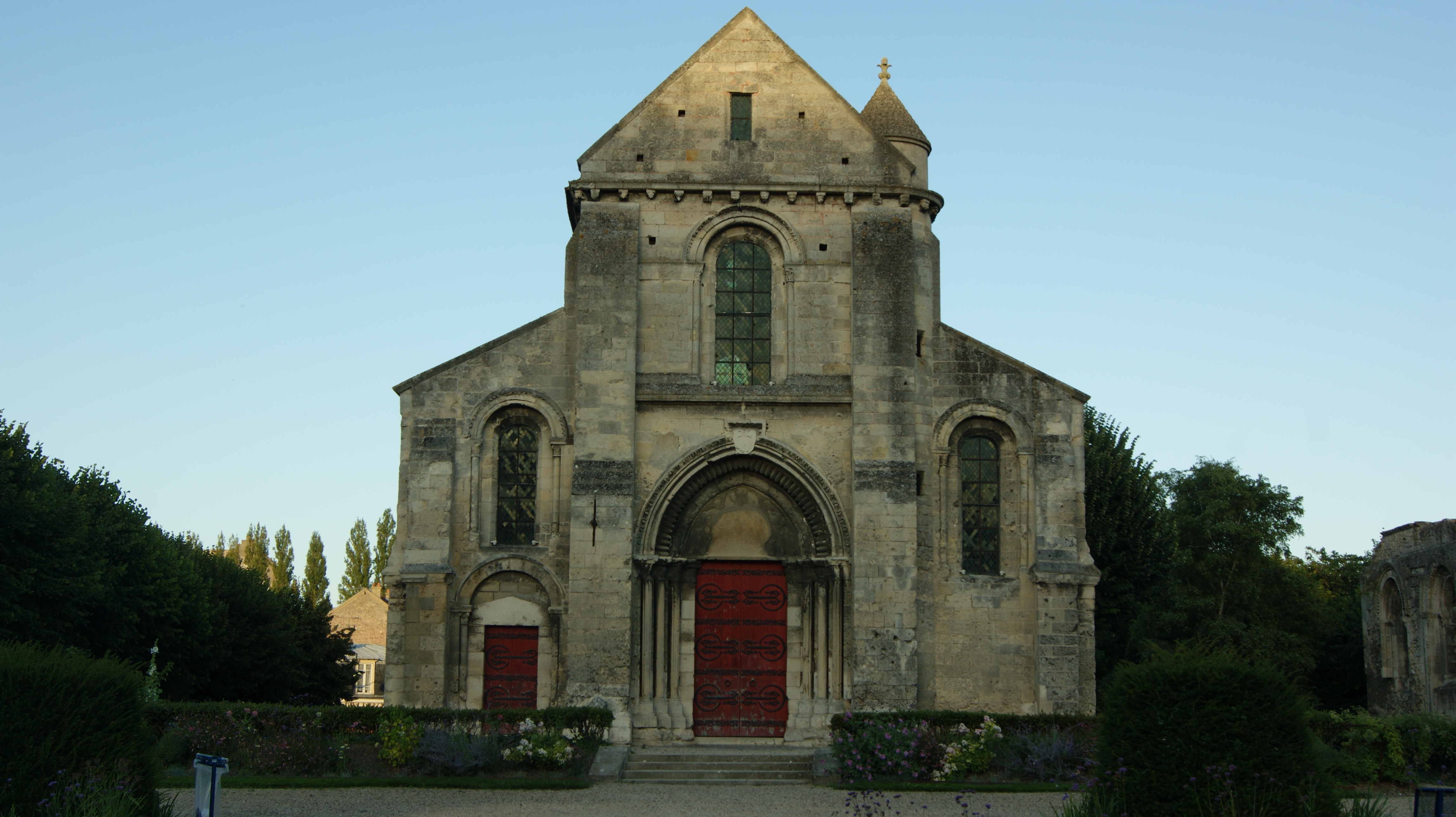
Église Saint-Pierre-au-Parvis de Soissons.
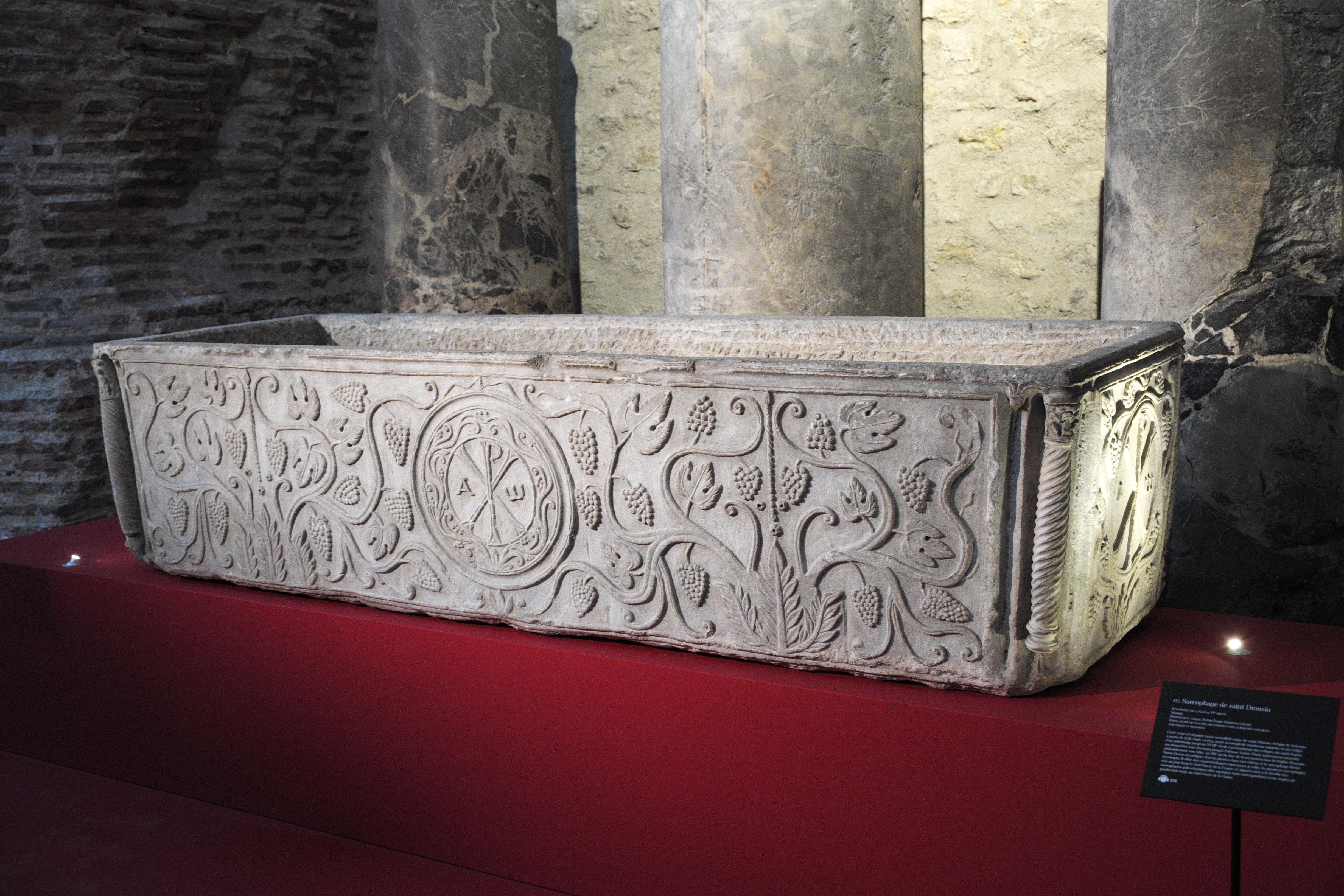
Le tombeau de Drausin (Musée de Cluny, Paris).
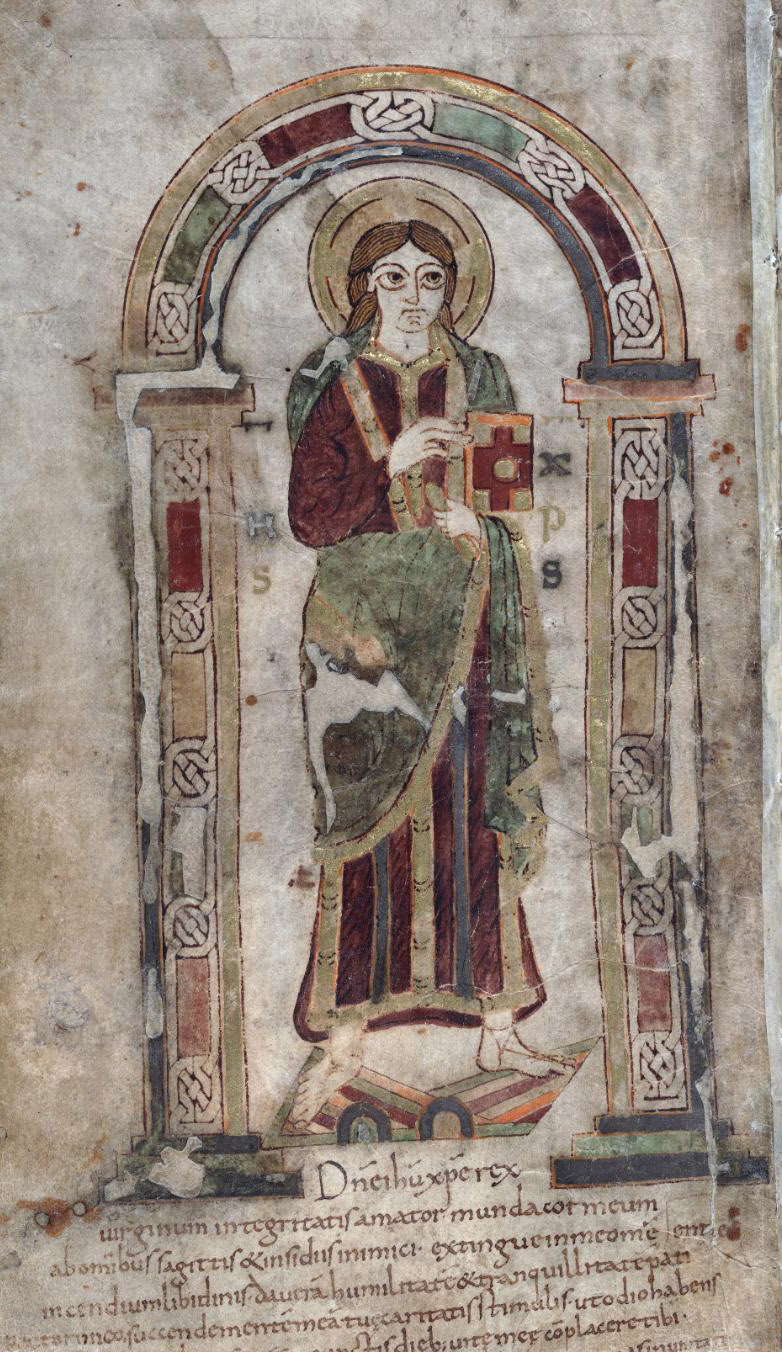
Psautier de Montpellier en partie écrit à Notre-Dame de Soissons.

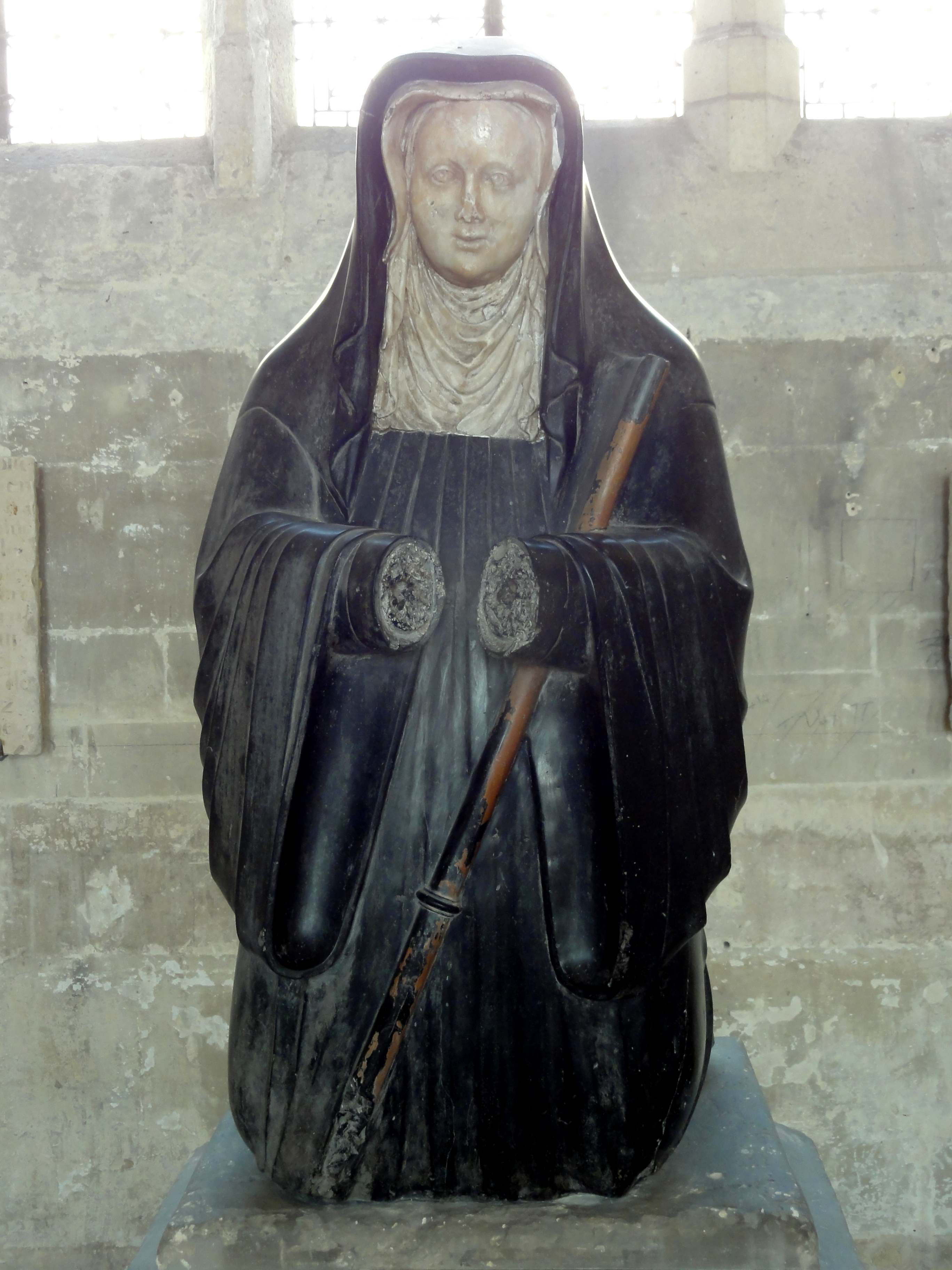
Statue funéraire de Catherine de Bourbon-Vendôme, aujourd'hui conservée au Musée municipal de Soissons.

## Religieuses et visiteurs célèbres
- Blanche d'Harcourt (04/1432 ns), religieuse, deviendra l'abbesse de Fontevrault[Note 20].

## Propriétés et revenus
La terre  de Guny est donnée en 858, à l'abbaye Notre-Dame de Soissons par Charles le Chauve.
En 1368, Enguerrand VII de Coucy accorde la charte collective de franchises à Guny et 22 autres paroisses.